# Пинту да Силва, Моасир Клаудину
Моаси́р Клауди́ну Пи́нту да Си́лва (порт. Moacyr Claudino Pinto da Silva; 18 мая 1936, Сан-Паулу), более известный под именем Моасир (порт. Moacir) — бразильский футболист, опорный полузащитник, чемпион мира 1958 года.

## Биография
Выступал за «Фламенго», «Ривер Плейт», «Пеньяроль», «Эверест» и «Барселону» (Гуаякиль).
За сборную Бразилии Моасир провёл шесть матчей, забив два мяча. Он дебютировал в сборной 11 июня 1957 года на Маракане в товарищеском матче против Португалии. Оба мяча Моасир забил в другой товарищеской встрече, состоявшейся 14 мая 1958 года, — в ворота сборной Болгарии.

## Достижения
- / Чемпион турнира Рио-Сан-Паулу (1): 1961
- Чемпион Уругвая (1): 1962
- Чемпион Эквадора (1): 1966
- / Обладатель Кубка Рока (1): 1957
- Чемпион мира (1): 1958